# Kirkham Motorsports
Kirkham Motorsports Inc. ist ein US-amerikanischer Hersteller von Automobilen.

## Unternehmensgeschichte
David Kirkham gründete das Unternehmen am 18. Juni 1990 in Provo in Utah. 1994 oder 1996 begann die Produktion von Automobilen. Dazu gibt es ein Werk in Polen. Der Markenname lautet Kirkham. Nach Angaben des Unternehmens entstanden bisher über 800 Fahrzeuge.

## Fahrzeuge
Das wichtigste Modell ist die Nachbildung des AC Cobra. Den offenen Roadster gibt es in den Ausführungen 289 und 427. Die Karosserie besteht aus Aluminium. Das 289 Coupé ist ein Coupé auf dieser Basis. Ein V8-Motor treibt die Fahrzeuge an.
Außerdem entstehen Einzelstücke im Kundenauftrag.